# The Rhythm Section
The Rhythm Section (Brasil: O Ritmo da Vingança ) é um filme de ação e thriller de mistério britânico-americano, dirigido por Reed Morano e escrito por Mark Burnell e baseado no livro homônimo de Mark Burnell. O filme é estrelado por Blake Lively, Jude Law e Sterling K. Brown, e segue uma mulher enlutada que se vinga depois de descobrir que o acidente de avião que matou sua família foi um ataque terrorista.
The Rhythm Section foi lançado nos Estados Unidos em 31 de janeiro de 2020, pela Paramount Pictures. O filme recebeu críticas negativas dos críticos de cinema e foi um fracasso nas bilheterias, com o pior fim de semana de estréia de todos os tempos e a maior queda nos cinemas, com a Paramount a perder US$30-40 milhões.

## Premissa
The Rhythm Section é um thriller de espionagem internacional que acompanha a história de Stephanie Patrick, uma mulher que procura descobrir a verdade por trás de um acidente de avião que matou sua família. Patrick também deveria estar no vôo. Depois que ela descobre que o acidente não foi acidental, ela embarca em uma missão para rastrear os responsáveis, assumindo a identidade de um assassino.

## Elenco
- Blake Lively como Stephanie Patrick
- Jude Law como Iain Boyd
- Sterling K. Brown como Marc Serra
- Max Casella como Leon Giler
- Daniel Mays como Dean West
- Geoff Bell como Green
- Richard Brake como Lehmans
- Raza Jaffrey como Keith Proctor
- Tawfeek Barhom como Reza
- David Duggan como David Patrick
- Nasser Memarzia como Suleman Kaif
- Amira Ghazalla como Alia Kaif

## Produção
Em 16 de agosto de 2017, foi relatado que a Paramount Pictures adquiriu os direitos do filme. Tem um orçamento de produção de cerca de US$ 50 milhões e é produzido pela EON Productions, a produtora de filmes conhecida por produzir a franquia de James Bond.
As filmagens do filme começou em dezembro de 2017 em Dublin, na Irlanda. A produção foi interrompida temporariamente depois que Lively se machucou no set de filmagem, com filmagens programadas para recomeçar em junho. Sterling K. Brown entrou para o filme quando a produção foi retomada na Espanha no verão de 2018. Em julho de 2018, o filme será filmado em Almería com Jude Law e Blake Lively.

## Lançamento
O filme foi originalmente programado para ser lançado em 22 de fevereiro de 2019, mas foi adiado para 22 de novembro de 2019 após a lesão no set de Lively e, mais uma vez, até sua data final de lançamento, 31 de janeiro de 2020.

## Recepção

### Bilheteria
Nos Estados Unidos e no Canadá, o filme foi lançado ao lado de Gretel & Hansel e foi originalmente projetado para arrecadar entre 9 e 12 milhões de dólares de 3,049 cinemas em seu primeiro fim de semana. No entanto, depois de fazer apenas US$1,2 milhão em seu primeiro dia (incluindo US$235,000 em visualizações de quinta à noite), as projeções foram reduzidas para US$3 milhões. Ele estreou com US$2,8 milhões, marcando o pior fim de semana de estréia de todos os tempos para um filme em mais de 3,000 cinemas. Estima-se que o filme perca o estúdio entre US$30 e US$40 milhões. O filme faturou US$1 milhão em seu segundo final de semana e, em seguida, seu terceiro final de semana faturou US$25,602. Ele foi retirado de 2,955 salas de cinema (97,5%, 3,049 a 94), marcando a maior queda de salas de cinema ao terceiro fim de semana na história, superando o registrado por The Darkest Minds de 2,679.

### Resposta crítica
No agregador de críticas Rotten Tomatoes, o filme possui uma classificação de aprovação de 28% com base em 159 críticas, com uma classificação média de 4,74/10. Em Metacritic, o filme tem uma pontuação média ponderada de 45 em 100, com base em 36 críticos, indicando "críticas mistas ou médias". As audiências consultadas pelo CinemaScore deram ao filme uma nota média de "C+" na escala A+ a F, enquanto o PostTrak relata que recebeu 2,5 das 5 estrelas em suas pesquisas, com 35% das pessoas dizendo que recomendariam definitivamente.